# Biorreactor

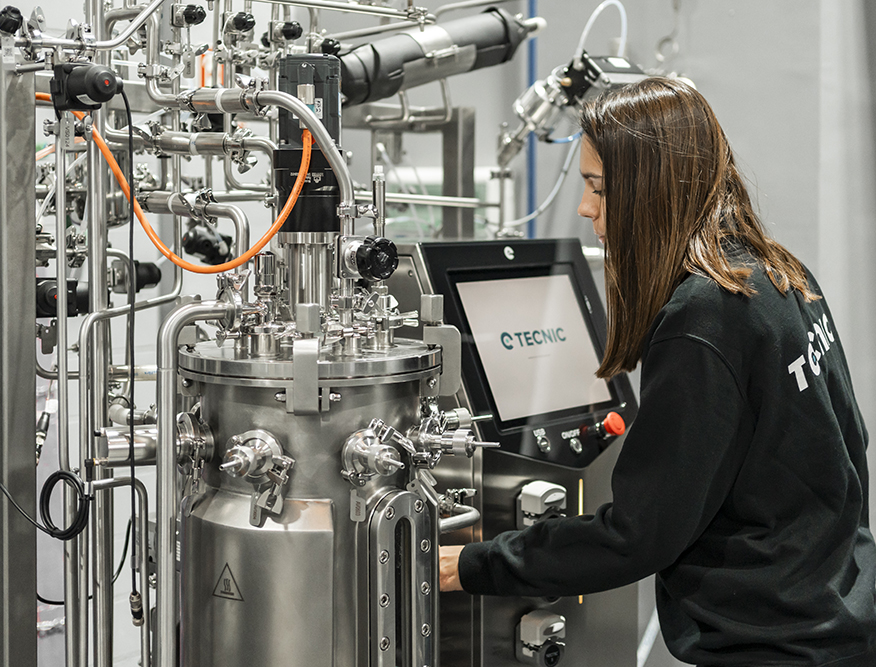
Una mujer trabajando con un biorreactor en una planta piloto

Un biorreactor es un recipiente o sistema que mantiene un ambiente biológicamente activo. Se puede definir como un sistema diseñado, desplegado para facilitar el crecimiento de la masa biológica a través de la transformación o degradación del material alimentado al reactor. En algunos casos, un biorreactor es un recipiente en el que se lleva a cabo un proceso químico que involucra organismos o sustancias bioquímicamente activas derivadas de dichos organismos. Este proceso puede ser aerobio o anaerobio. Estos biorreactores son comúnmente cilíndricos y varían en tamaño desde algunos mililitros hasta metros cúbicos y usualmente se fabrican con acero inoxidable.
Los biorreactores no están asociados únicamente a la biotecnología, son equipos esenciales en las industrias, laboratorios y diversos sectores.
Un biorreactor puede ser también un dispositivo o sistema que se emplea para hacer crecer células o tejidos en operaciones de cultivo celular. Estos dispositivos se encuentran en desarrollo para su uso en ingeniería de tejidos.

En términos generales, un biorreactor busca mantener ciertas condiciones ambientales propicias (pH, temperatura, concentración de oxígeno, etc.) para el organismo o sustancia química que se cultiva. En función de los flujos de entrada y salida, la operación de un biorreactor puede ser de tres modos distintos: discontinuo (batch), semicontinuo (fed-batch) o continuo (quimiostato).

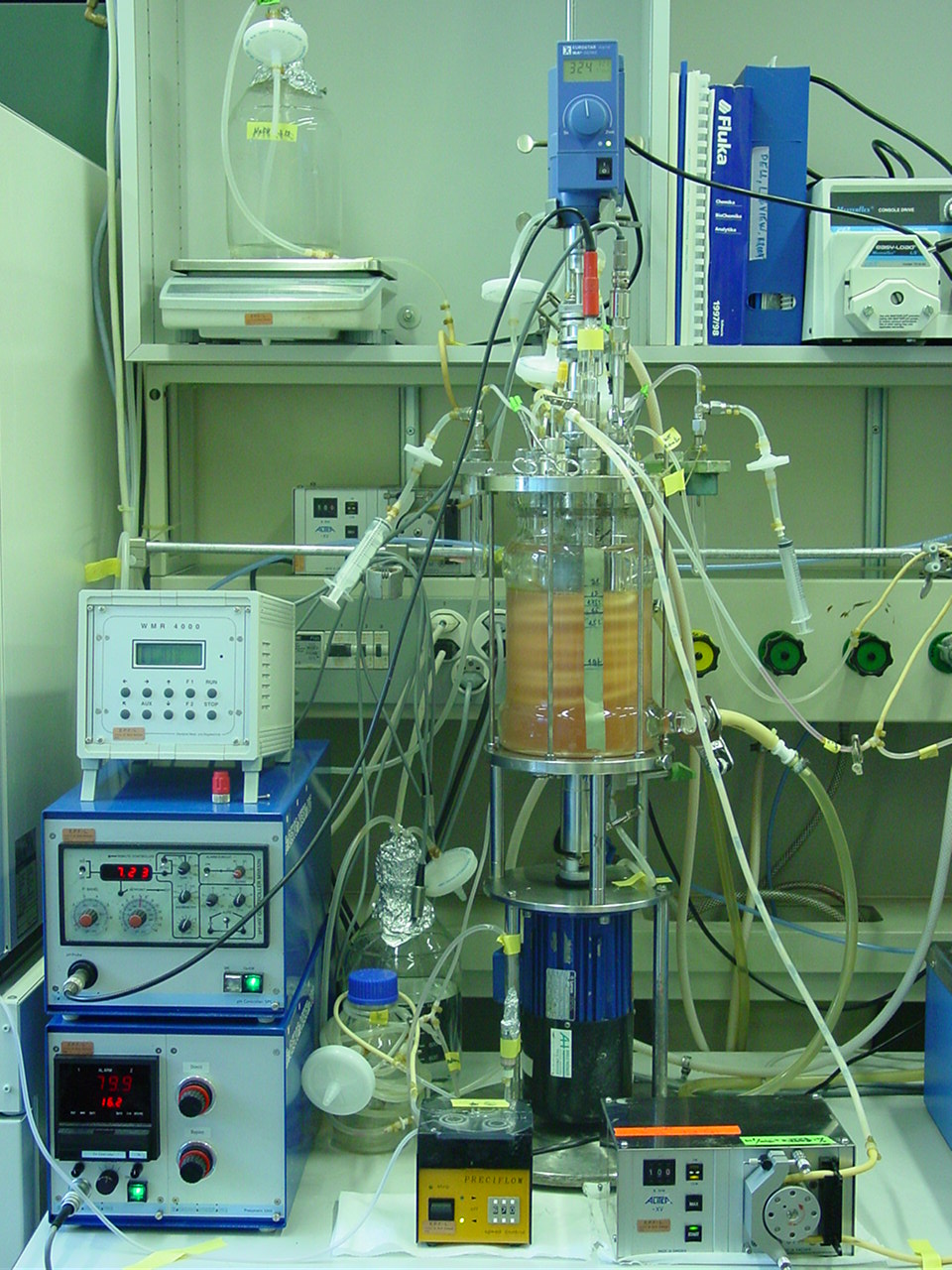
Bioreactor a escala de laboratorio conteniendo células animales

## Diseño de biorreactores
El diseño de los biorreactores es una tarea de ingeniería relativamente compleja y difícil. Los microorganismos o células son capaces de realizar su función deseada con gran eficiencia bajo condiciones óptimas. Las condiciones ambientales de un biorreactor tales como flujo de gases (por ejemplo, oxígeno, nitrógeno, dióxido de carbono, etc.), temperatura, pH, oxígeno disuelto y velocidad de agitación o circulación, deben ser cuidadosamente monitoreadas y controladas.
La mayoría de los fabricantes industriales de biorreactores usan recipientes, sensores, controladores y un sistema de control interconectados para su funcionamiento en el sistema de biorreacción (ver PLC).
La misma propagación celular (fenómeno conocido en inglés como Fouling) puede afectar la esterilidad y eficiencia del biorreactor, especialmente en los intercambiadores de calor. Para evitar esto, el biorreactor debe poderse limpiar fácilmente y tener acabados lo más sanitarios posible (de ahí sus formas redondeadas).
Se requiere de un intercambiador de calor para mantener el bioproceso a temperatura constante. La fermentación biológica es una fuente importante de calor, por lo que en la mayor parte de los casos, los biorreactores requieren de agua de enfriamiento. Pueden ser refrigerados con una chaqueta externa o, para recipientes sumamente grandes, con serpentines internos.

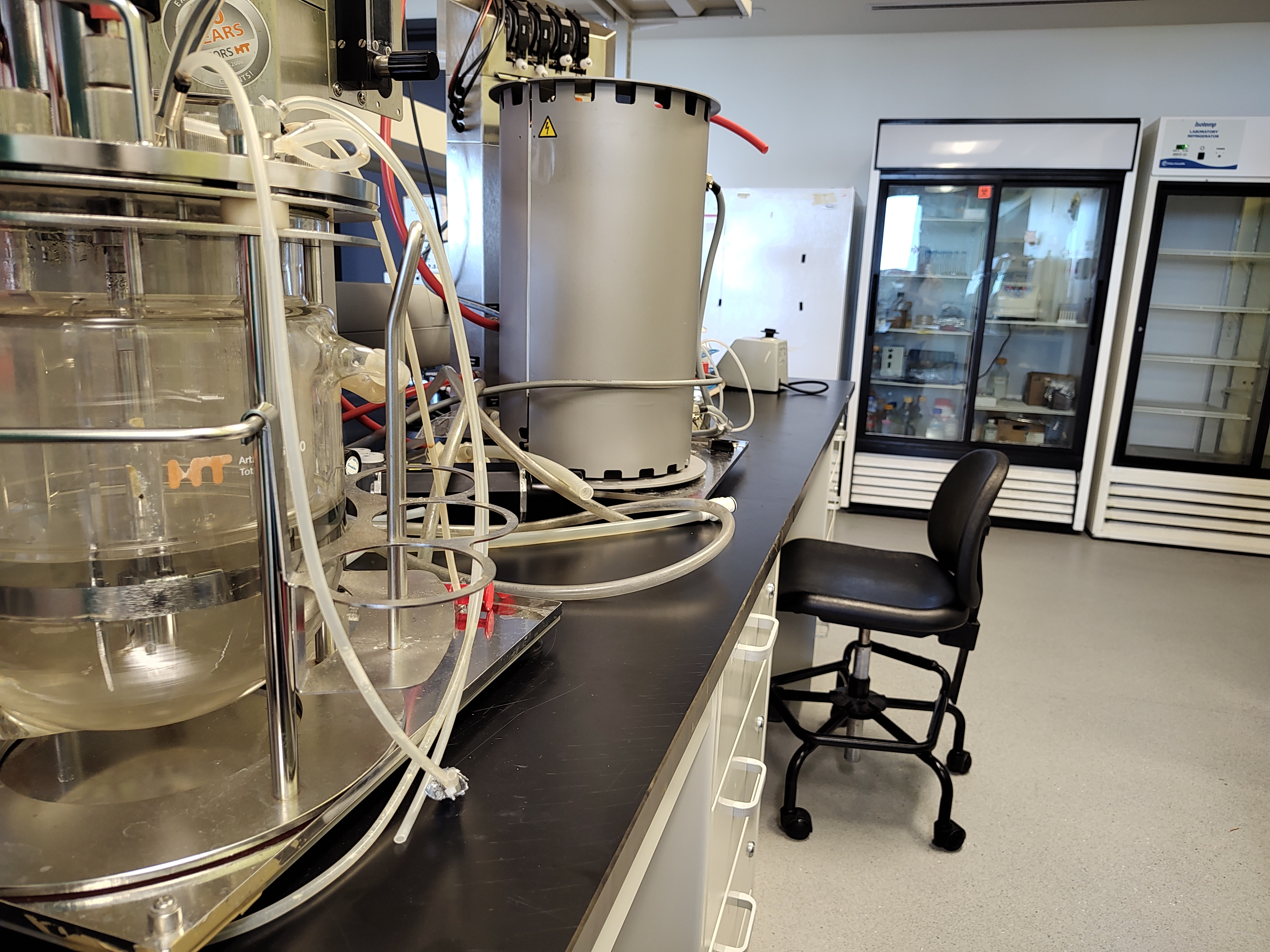
Laboratorio de bioprocesos.

En un proceso aeróbico, la transferencia óptima de oxígeno es tal vez la tarea más difícil de lograr. El oxígeno se disuelve poco en agua (y aún menos en caldos fermentados) y es relativamente escaso en el aire (20,8 %). La transferencia de oxígeno usualmente se facilita por la agitación que se requiere también para mezclar los nutrientes y mantener la fermentación homogénea. Sin embargo, existen límites para la velocidad de agitación debidos tanto al alto consumo de energía (que es proporcional al cubo de la velocidad del motor) como al daño ocasionado a los organismos debido a un esfuerzo de corte excesivo.
Los biorreactores industriales usualmente emplean bacterias u otros organismos simples que pueden resistir la fuerza de agitación. También son fáciles de mantener ya que requieren solo soluciones simples de nutrientes y pueden crecer a grandes velocidades.
En los biorreactores que se utilizan para hacer crecer células o tejidos, el diseño es significativamente distinto al de los biorreactores industriales. Muchas células y tejidos, especialmente de mamífero, requieren una superficie u otro soporte estructural para poder crecer y los ambientes agitados son comúnmente dañinos para estos tipos de células y tejidos. Los organismos superiores también requieren medios de cultivo más complejos.

### Introducción
El diseño en bioingeniería no es solo la aplicación de conceptos básicos y teóricos que conlleven a lograr un prototipo; para la realización íntegra de un modelo, otra gran parte, trata de la adaptación creativa y de la utilización del ingenio propio para lograr el objetivo de conjuntar el ambiente biológico de un cultivo vivo con el ambiente artificial de un dispositivo controlado; este es el resultado denominado biorreactor o reactor biológico. Un biorreactor es por tanto un dispositivo biotecnológico que debe proveer internamente un ambiente controlado que garantice y maximice la producción y el crecimiento de un cultivo vivo; esa es la parte biológica. Externamente el biorreactor es la frontera que protege ese cultivo del ambiente externo: contaminado y no controlado. El biorreactor debe por tanto suministrar los controles necesarios para que la operación o proceso (bioproceso) se lleve a cabo con economía, alto rendimiento (productividad) y en el menor tiempo posible; esa es la parte tecnológica.

### Cultivos y fermentaciones
Lo primero que hay que entender en el diseño de reactores biológicos es que, contrario a los químicos, su cinética no está determinada exclusivamente por la velocidad de reacción y las variables que la determinan. Aunque se puede describir de manera similar a la química, la cinética biológica también depende de características intrínsecas del organismo o cultivo tales como el crecimiento y la tasa de división celular, así como del tipo de operación que se lleve a cabo. Por eso, lo primero que se define en el diseño de un biorreactor es el propósito de utilización; es decir, qué tipo de cultivo se va a utilizar, el modo de operar y/o el proceso de cultivo. El conjunto biorreactor-sistema de cultivo debe cumplir con los siguientes objetivos:
1. Mantener las células distribuidas uniformemente en todo el volumen de cultivo.
2. Mantener  la temperatura constante y homogénea.
3. Minimizar los gradientes de concentración de nutrientes.
4. Prevenir la sedimentación y la floculación.
5. Permitir la difusión de gases nutrientes a la velocidad requerida por el cultivo.
6. Mantener el cultivo puro.
7. Mantener un ambiente aséptico.
8. Maximizar el rendimiento y la producción.
9. Minimizar el gasto y los costos de producción.
10. Reducir al máximo el tiempo.

Una fermentación es un proceso biológico o bioproceso que consiste en la descomposición de la materia orgánica por microorganismos fermentadores (bacterias y hongos). Biorreactor y fermentador son términos similares, pero con una clara diferencia. El término biorreactor a menudo se relaciona con el cultivo de células madre, vegetales y de mamíferos. Si la aplicación es el cultivo de bacterias, levaduras u hongos, entonces se utiliza el término fermentador. No será un error usar el término biorreactor también en tales casos, pero en el caso del cultivo de células solo se usa el término biorreactor. El nombre fermentador está asociado a reactores en los que se realizan fermentaciones, es decir, procesos metabólicos que producen transformaciones químicas en sustratos orgánicos mediante la acción de enzimas.
Un cultivo también es un bioproceso; pero generalmente se asocia a organismos o microorganismos superiores (en orden jerárquico) a las bacterias; los cultivos son casi todos del Reino Eucariota.

### Clasificación de los biorreactores
- Clasificación operativa

Tanto biorreactores como fermentadores se clasifican primeramente de acuerdo al modo de operación: discontinuo, semicontinuo, continuo.
Esta es una clasificación operativa y se aplica a cualquier reactor, sea químico o biológico (biorreactor). En los reactores biológicos el modo de operación define el sistema de cultivo que es el mismo y delimita la clasificación procesal-productiva del bioproceso (cultivo). Al operar un biorreactor en una determinada categoría (discontinuo, semicontinuo, continuo), automáticamente queda determinado el modo de cultivo del sistema y se definen los parámetros y las características operativas y de diseño que intervienen en el proceso productivo del sistema.
- Clasificación biológica

Los sistemas biológicos deben interactuar con el ambiente externo para poder crecer y desarrollarse; es por eso que los biorreactores se clasifican biológicamente de acuerdo al metabolismo procesal del sistema de cultivo: anaeróbico, facultativo, aeróbico.
Los bioprocesos de cultivo y las fermentaciones se basan en el metabolismo celular del cultivo. Los bioprocesos se utilizan para convertir materia orgánica mediante un biocatalizador, en síntesis química, y para convertir materiales de desecho en productos útiles (reciclado) o en efluentes no contaminantes (tratamiento de residuos). Dejando de lado la clasificación de los biorreactores, la característica más importante de los bioprocesos es su alto potencial sintético para realizar reacciones químicas complicadas en un solo paso. El metabolismo define los parámetros y características operativas-biológicas de diseño y de operación del biorreactor. Estas características son las que intervienen en la parte biológica del sistema y tienen que ver con el crecimiento, productividad y rendimiento del cultivo; por lo que, definen la clasificación biológica-procesal del sistema de cultivo.
- Clasificación biológica-operativa

Ambas clasificaciones; la biológica y la operativa, son procesalmente interdependientes y en su conjunto afectan el diseño final del biorreactor.
Al conjuntarse ambas clasificaciones, se conjuntan también la función operativa y la biológica para establecer entre ambas un propósito de utilización, el modo de cultivo y el bioproceso. Siendo el propósito de utilización, el destino del cultivo del biorreactor; para qué tipo de cultivo va a ser utilizado el biorreactor; el modo de cultivo es sinónimo de sistema de cultivo y el bioproceso es en sí, todo el proceso.
para la historia

### Biorreactores y tipos de cultivo
Los sistemas biológicos que determinan el metabolismo celular de cultivo y el modo procesal-biológico del sistema son:
- Células y microorganismos anaerobios

Bacterias en su gran mayoría, son microorganismos de metabolismo degradativo (catabólico); generalmente unicelulares, estos microorganismos son autónomos y nutricionalmente independientes (autótrofos); sus células (cuerpos) no respiran (no utilizan la glucólisis para la respiración celular), en cambio, utilizan vías alternas, donde una molécula orgánica, producida durante el proceso metabólico (catabolismo), es utilizada como aceptor de electrones, en un proceso bioquímico conocido como respiración oxidativa; esta molécula es reducida a producto orgánico en un proceso comúnmente denominado fermentación.
- Células y microorganismos facultativos

Son ambivalentes, tienen la capacidad de vivir o sobrevivir entre ambientes: aeróbico (presencia de oxígeno) y anaeróbico (ausencia de oxígeno); son microorganismos de metabolismo mixto por lo que, pueden tanto degradar (catabolismo) como construir (anabolismo) materia orgánica, a partir de diferentes sustratos (materia prima), tanto orgánicos como inorgánicos. Pese a su versatilidad, sus mayores representantes son microorganismos que presentan relaciones parásitas o simbiontes tales como: hongos y levaduras, por lo que no son muy extensos.
- Células y microorganismos aerobios

Pertenecen en su mayoría al Reino Eucariota – pero también los hay procariota – son microorganismos y células que respiran (utilizan la glucólisis como forma de respiración celular); por lo que su metabolismo es constructivo (anabólico) y deben obtener sus nutrientes de diferentes fuentes. Sus principales grupos están representados por: bacterias y microorganismos aeróbicos, plantas y animales; cuyas células se puedan cultivar en suspensiones celulares o bien, en diferentes arreglos artificiales o modificadas.
A continuación algunos de los posibles sistemas de cultivo que se pueden realizar y el tipo de biorreactor asociado a cada uno:
- Cultivos microbianos anaeróbicos - fermentador bacteriano (CO2)

Los microorganismos de metabolismo anaeróbico son los más simples de todos, tan solo necesitan de un medio de cultivo adecuado, agitación vigorosa y cierta cantidad de CO2 (dióxido de carbono) disuelto (COD) para crecer y multiplicarse.
- Cultivos microbianos facultativos – fermentador bacteriano

Los microorganismos facultativos toleran la presencia de oxígeno en bajas concentraciones y además de un sustrato adecuado, solo requieren agitación moderada y un medio de cultivo para crecer y desarrollarse.
- Cultivos microbianos aeróbicos – fermentador bacteriano (O2)

Los microorganismos aeróbicos necesariamente requieren la presencia de oxígeno (aire) disuelto (OD) para sobrevivir; además, agitación moderada y un medio de cultivo rico en nutrientes para poder crecer y desarrollarse.
- Cultivos celulares aeróbicos y facultativos – fermentador micótico (CO2)

Los cultivos celulares se diferencian de los bacterianos (microbios) en que no son microorganismos procariota, son eucariotas. Son microorganismos aeróbicos o facultativos pertenecientes al Reino Fungi (hongos y levaduras), generalmente llamados micóticos, requieren de la presencia de CO2 disuelto en el medio como sustrato limitante de la velocidad de reacción y generan estructuras reproductivas muy particulares.
- Cultivos celulares aeróbicos estrictos – fermentador con aireación (O2)

El cultivo de microorganismos celulares (no bacterianos) aeróbicos estrictos requiere la presencia de oxígeno disuelto en el medio de cultivo para el metabolismo celular; así como una adecuada agitación.
- Células vegetales en suspensión – biorreactor de levantamiento por aire (O2) en régimen turbulento (Re ≥ 3000)

Las células vegetales pueden ser cultivadas en suspensiones celulares: pequeños agregados celulares que se suspenden en el medio de cultivo mediante agitación. Dado que las células vegetales respiran, el diseño del biorreactor debe incorporar una línea de aireación (aire) para suministrar oxígeno disuelto (OD) al medio de cultivo. El diseño debe contar con agitación vigorosa, pues los agregados celulares vegetales tienden a agruparse (clusters) y de alcanzar gran tamaño y peso, precipitarían. Por eso, la operación de este tipo de biorreactores debe ser en régimen turbulento (Re≥3000). Los biorreactores para células vegetales en suspensión generalmente son diseñados con un mecanismo de levantamiento por aire “air lift” que combina una agitación vigorosa (turbulenta) con una adecuada aireación (oxígeno disuelto) del medio de cultivo.
- Protoplastos vegetales - biorreactor de levantamiento por aire (O2) en régimen laminar (Re ≤ 2300)

Los protoplastos son células vegetales desprovistas de su pared celular, esto se logra utilizando enzimas proteolíticas (proteasas y lipasas) que degradan la pared celular. Actualmente, el cultivo de protoplastos no es muy común, pero de realizarse, requiere de una cama de aire (burbujas muy finas) que opere en régimen laminar (Re≤2300), para evitar que los esfuerzos cortantes (esquileo) e hidrodinámicos (agitación) generados en el medio de cultivo dañen (lisis celular) las células en suspensión (tamaño de Kolmogorov de los Eddies). También es indispensable que el medio de cultivo contenga las proteasas y lipasas necesarias para evitar la regeneración de la pared celular.
- Células animales – biorreactor de lecho fluidizado (O2)

Los cultivos de células animales requieren de proximidad mutua y de un soporte sólido (anclaje) para interactuar (comunicación célula-célula) y poder metabolizar (producir); esto por cuanto, las células animales, por lo general, no son independientes y deben estar unidas a un sistema (p.ej; hepático) para funcionar adecuadamente. Para suministrar esa proximidad y el soporte necesario, los diseños de biorreactores para células animales deben aumentar la densidad celular (concentrar) de las células en cultivo. Una forma de hacerlo es incorporar un lecho fluidizado formado por cantidad de microesferas acarreadoras hechas de material cerámico poroso inerte que, por su tamaño (micrométrico) forman una interfase con el medio de cultivo (fluido) que permite la transferencia de masa (nutrientes y OD), energía (calor) y momentun (agitación) entre el medio de cultivo y las células en cultivo; lo que es llamado lecho fluidizado. Los cultivos celulares animales, por la delicada naturaleza de las membranas plasmáticas requieren además de oxígeno disuelto (OD) en el medio de cultivo (tamaño de Kolmogorov de los Eddies) y de un régimen de agitación laminar (Re≤2300).
- Células Inmovilizadas – biorreactor de fibra hueca (O2)

La inmovilización celular es otra forma de lograr proximidad celular y aumentar la densidad celular y la concentración de metabolitos dentro de las células. La inmovilización es un método mucho más eficiente y logra rendimientos muy superiores a los del lecho fluidizado. Pero, los fenómenos de transferencia (masa, momentun y energía) se ven muy limitados por la inmovilidad. Esto es especialmente crítico en cultivos de células de mamífero por cuanto ya célula no recibe la nutrición adecuada.
Los reactores de fibra hueca son los dispositivos más utilizados para inmovilizar y concentrar cultivos celulares animales. Su diseño consiste en una batería de fibras hueca y porosa en su interior, colocadas en paralelo. Las células se concentran y aumenta la densidad celular, en los intersticios de las fibras huecas. El medio de cultivo fluye en contrasentido desde el exterior del reactor o a través de una carcasa como si fuera un intercambiador de calor de doble tubo.
Para solventar el problema de la escasa transferencia de masa (nutrientes y OD) dentro de la fibra hueca, un diseño novedoso es el tambor rotativo en el cual, el tambor externo rota sobre la batería de fibras huecas, generando una circulación constante de masa y de momentun, aumentando las tazas de transferencia.
- Células empaquetadas - biorreactor de lecho empacado (O2)

El empaquetamiento celular es una forma menos drástica de inmovilización; pues esta es parcial. También tiene el objetivo de aumentar la concentración y la densidad celular; pero al no estar enclaustradas las células, la transferencia de masa es mayor, aunque siempre limitada. Un lecho empacado es una matriz de soporte sólido que retiene las células, bien por geometría (dentro de los intersticios o espacios huecos de la matriz), bien por afinidad (paso o adherencia selectiva). Un biorreactor con este propósito debe contener un lecho de soporte sólido, sumergido en el medio de cultivo. La oxigenación generalmente se realiza en el exterior del lecho, a través del medio de cultivo.
- Cultivos enzimáticos – Reactores de lecho catalítico

Los cultivos enzimáticos se comportan en algunos aspectos como cultivos celulares y en otros como reactivos químicos. Debido a que un sustrato enzimático es un catalítico de una reacción biológica, la cinética de estos reactores puede simularse como la química, pero sin olvidar que el compuesto es biológico. Los sustratos enzimáticos deben estar anclados a un lecho semisólido o a uno semifluido - según sea el caso - dependiendo de la naturaleza enzimática del sustrato; que por la naturaleza de la enzima se conocen como lechos catalíticos. Muchas veces el medio de cultivo, además de la enzima, requiere, para un sustrato determinado, su respectivo precursor metabólico llamado cofactor, más algún componente especial que agilice el proceso metabólico.

### Modo de operación y sistemas de cultivo
El modo de operación de un sistema de cultivo, es sinónimo del modo de operar del biorreactor o fermentador. Este no solo influye en el diseño propio del reactor, también, en el modelo cinético de crecimiento del cultivo y en el proceso de producción. Existen tres modos de cultivo aunados a tres modos básicos de operación:
- Discontinuo (batch): por lotes o tandas, sin alimentación (F); se coloca dentro del biorreactor la carga total de cada proceso (tanda o lote) de cultivo o fermentación y se deja que se lleve a cabo el proceso productivo o la fermentación por el tiempo que sea necesario; el cual se denomina tiempo de retención.
- Semicontinuo (fed-batch): por lotes alimentados, con alimentación de entrada (F1); se alimenta una línea de entrada o alimentación (F1) para que el sistema de cultivo tenga un producto (biomasa) con máximo de crecimiento (exponencial) y aumente la productividad.
- Continuo: por quimiostato, se alimenta una línea de entrada F1 o alimentación y se drena una línea de salida F2 o lavado; de manera que los flujos o caudales de ambas líneas sean iguales y la producción sea continua.

### Balances y ecuaciones
La parte teórica del diseño consiste en modelar; es decir, “poner” en ecuaciones el proceso biológico (bioproceso) que se lleva a cabo, para que, a partir de esas ecuaciones, dimensionar (dar dimensiones) y simular el comportamiento teórico de un modelo prototipo. Si la teoría corresponde a la práctica, el comportamiento del modelo se acercará a la realidad; está en la habilidad del diseñador, que esto sea lo más cercano posible. Antes de modelar en ecuaciones un diseño es necesario “saber” que “tamaño” va a tener el modelo, de “cuanto” se dispone y cuanto vamos a “requerir” para realizar un proyecto de ese tamaño. Eso es, hacer un balance para “igualar” todas las variables o parámetros de las ecuaciones y “llevar” la contabilidad de nuestro proyecto.
- Balance general

El primer balance que debe realizarse en cualquier sistema es el Balance General o Global; en él se toma en consideración únicamente – el sistema – como una caja negra – el ambiente externo y – los flujos – que entran (F1) y salen (F2) e interaccionan con el ambiente externo. De esta forma el primer balance es:
- Balance general biomasa

Velocidad de Acumulación = Velocidad de Entrada – Velocidad de Salida + Velocidad de Formación – Velocidad de Consumo
- Balance general por componente[7]

Una vez dado el balance general de biomasa, debe tomarse en cuenta que, en un sistema de cultivo, existen muchos componentes: sustratos, productos, compuestos metabólicos que conforman el caldo de cultivo (medio interno); incluso la biomasa, se considera un componente en sí misma. A partir del balance general, debe establecerse un balance general para cada componente {\displaystyle i} del cultivo o la biomasa.
De acuerdo al enunciado del balance general: la velocidad de acumulación del componente {\displaystyle i} es el flujo de entrada {\displaystyle (F_{1})} por la concentración inicial del componente {\displaystyle i} {\displaystyle (C_{i}^{o})} [velocidad de entrada] menos el flujo de salida {\displaystyle (F_{2})} por la concentración del componente i {\displaystyle (C_{i})} [velocidad de salida]; más la velocidad de formación del componente {\displaystyle i} [formación] menos la velocidad de consumo del componente {\displaystyle i} [consumo]:
{\displaystyle d(VC_{i})=F_{1}C_{i}^{o}-F_{2}C_{i}+Vr_{i}^{f}-Vr_{i}^{c}} Ec.1
Respecto a las velocidades de formación y consumo:
Si se trata de un componente metabólico, responden a la acumulación (formación) del componente dentro de la célula y al consumo del metabolito por parte de la célula (consumo).
Si se trata de biomasa, formación corresponde a la generación de biomasa y el consumo al consumo de biomasa durante el bioproceso; esto es, a la producción metabólica en el primer caso y a la producción o productividad en el segundo.
Nomenclatura:
- {\displaystyle V} = volumen del cultivo (m³)
- {\displaystyle F_{1}} = caudal de alimentación (m³/s)
- {\displaystyle F_{2}} = caudal de salida (m³/s)
- {\displaystyle C_{i}^{o}} = concentración del componente {\displaystyle i} en la alimentación (kg/m³)
- {\displaystyle C_{i}} = concentración del componente {\displaystyle i} en el lavado (kg/m³)
- {\displaystyle r_{i}^{f}} = velocidad de formación del componente {\displaystyle i} (kg/m³s)
- {\displaystyle r_{i}^{c}} = velocidad de consumo del componente {\displaystyle i} (kg/m³s).

- Balance General por componente para cada modo de operación

La ecuación de balance general por componente Ec. 1, por ser general, se define para una operación continua. La condición fundamental de toda operación continua es:
En una operación continua el flujo de entrada (F1) debe ser igual al flujo de salida (F2): F1 = F2
Esta condición se conoce como flujo en estado estacionario (FEE). Para modelar el comportamiento de la biomasa del cultivo en el estado estacionario (EE) además de la condición de flujo (FEE) debe haber equilibrio en la densidad o concentración de esta. Esto se conoce como quimioestásis o equilibrio quimioestático y es por eso que a los sistemas de cultivo continuo se les llama quimioestatos. Está condición está dada por la ecuación: dV/dt = F1 – F2 Ec. 2.
Bajo la condición de FEE y suponiendo que la densidad del cultivo y de la alimentación son iguales (Ec.2, quimioestásis) la Ec.1 se reduce a: dCi/dt = F (Ci1 – Ci) + V (rfi – rci) Ec. 3. La ec.3 que se conoce como ecuación de balance para una operación continua en estado estacionario.
De no existir el estado estacionario (EE) se producirían dentro del biorreactor dos condiciones de flujo indeseables:
Si F1 > F2 se produce el rebalse o desborde del biorreactor, condición que se da cuando el flujo de entrada sobrepasa la capacidad del reactor.
Si F2 > F1 se produce el lavado o drenado de producto o biomasa, condición que se da cuando el flujo de salida sobrepasa la capacidad del reactor.
Cuando el modo de operación es semicontinuo (fed-batch) el caudal de salida F2 es nulo (F2 = 0) por lo que, el volumen V aumentará con el tiempo en función del caudal de entrada: dV/dt = F Ec.4. Y en el balance de materia se anula el término F2Ci resultando: d(VCi/dt) = FCio + V (rfi - rci) Ec.5.
Observe que el volumen que permanece dentro del operador diferencial es porque varía con el tiempo (Ec.4), en tanto que el otro no lo hace (Ec.3). Esa es la razón por la que una operación semicontinua tiene duración limitada en el tiempo (el volumen no puede incrementarse más allá del volumen de trabajo o volumen útil del biorreactor). El tiempo que dura una operación semicontinua se conoce como tiempo de residencia (tr) y es el tiempo que dura el cultivo o bioproceso en un sistema semicontinuo.
Cuando el modo de operación es discontinuo (batch) ambos caudales son nulos (F1 = F2 = 0) por lo que, el volumen es constante y se anulan los términos F1 Cio, F2 Ci en la Ec.1.Eso da como resultado: dCi/dt = rfi – rci Ec.6.
La duración de un cultivo discontinuo (batch) es también, limitada en el tiempo, pero se diferencia de la del cultivo semicontinuo (fed-batch) en que depende únicamente de las condiciones iniciales del cultivo; esto por cuanto, no existe alimentación (F1). Una vez cargado el biorreactor e inoculado el medio de cultivo, la concentración de la biomasa aumenta gracias a los nutrientes, pero una vez que el sustrato que limita el crecimiento se haya agotado, el crecimiento ya no es posible y finaliza el cultivo. Por este motivo, el tiempo que dura el cultivo dentro de un biorreactor con un modo de operación discontinuo se llama tiempo de cultivo (tc).
- Balances individuales

Los principales balances por componente en su forma individual son:
- Balance de biomasa: d (VX) / dt = FiXi + VrgX – FoXo – VrcX
- rgX = µX (velocidad de crecimiento celular)
- rcX = kdX (velocidad de muerte celular)
- Balance de Sustrato: d (VS) / dt = FiSi – FoSo – VrcS
- rcS = qSX / YX/S = µX / YG + m X + qPX / YP
- Balance de producto: d (VP) / dt = FiPi – FoPo – VrgP
- rgP = qP X
- Balance de Oxígeno: d (VCL) / dt = FiCLi – FoCLo – VrcO2 + VNiO2
- Balance de Anhídrido Carbónico: d(VCCO2) / dt = FiCCO2i – FoCCO2o + VrgCO2 – VNoCO2

Nomenclatura
- V: Volumen del líquido en el biorreactor, L
- t: Tiempo, h
- y: Concentración del componente y en el líquido dentro del biorreactor, g/L
- X: Concentración de biomasa en el líquido dentro del biorreactor, g/L
- S: Concentración de sustrato en el líquido dentro del biorreactor, g/L
- P: Concentración de producto en el líquido dentro del biorreactor, g/L
- CL: Concentración de oxígeno en el líquido dentro del biorreactor, g/L
- C*: Concentración de oxígeno en el líquido en equilibrio con el gas, g/L
- CCO2: Concentración de CO2 en el líquido dentro del biorreactor, g/L
- F: Velocidad de flujo de líquido, L/h
- Ni: Velocidad de transferencia de un componente del gas al líquido, g/Lh
- No: Velocidad de transferencia de un componente del líquido al gas, g/Lh
- rg: Velocidad de generación, formación o producción, g/Lh
- rc: Velocidad de consumo o utilización, g/Lh
- µ: Velocidad específica de crecimiento celular, h-1
- qS: Velocidad específica de consumo de sustrato, g/gh
- qP: Velocidad específica de formación de producto, g/gh
- m: Velocidad específica de consumo de sustrato para mantenimiento celular, g/gh
- Kd: Velocidad específica de muerte o declinación celular, h-1
- YP: Coeficiente (estequiométrico) de rendimiento de producto basado en el consumo de sustrato consumido para formación de producto, g/g
- YP/S:Coeficiente de rendimiento de producto basado en el consumo total de sustrato, g/g
- YG: Coeficiente de rendimiento de biomasa basado en el consumo de sustrato para crecimiento, g/g
- YX/S:Coeficiente de rendimiento de biomasa basado en el consumo total de sustrato, g/g
- kLa: Coeficiente volumétrico de transferencia de oxígeno, h-1

Subíndices
- i = Ingreso
- o = Salida
- S = Sustrato
- P = Producto
- O2 = Oxígeno
- CO2 =Anhídrido carbónico

## Diseño de un quimiostato: cultivo continuo
Un quimiostato es un sistema de cultivo en continuo; su operación esquemática es como la que muestra la figura.
Una operación en continuo exige una serie de consideraciones para modelar su comportamiento:
Mezcla perfecta (sin gradientes de concentración y con agitación turbulenta);
Flujo de entrada y salida iguales (F1 = F2 = F);
Volumen de operación constante (volumen de líquido dentro del biorreactor: dV/dt = 0);
Parámetros constantes de transferencia (temperatura, pH, velocidad de transferencia de oxígeno, etc.)
La operación industrial de un quimioestáto se ilustra en la figura.
Para iniciar un cultivo continuo; el biorreactor o el fermentado debe cargarse previamente con el inóculo del cultivo y luego de que este crece lo suficiente, alimentar el sistema con medio fresco a un caudal F1 y lavar el producto por un rebalse a un caudal F2, de modo que, el volumen se mantenga constante, el tiempo que dure el bioproceso o la fermentación. El caudal de salida F contiene células vivas (X), medio de cultivo con algún sustrato (S) parcialmente agotado (So) y posiblemente algún producto (P). Al alimentar con medio fresco (So) el caudal de entrada (F1), la biomasa (Xo) y el producto (Po) serán iguales a cero para las condiciones de entrada; por lo que, solo se deberá considerar la concentración de sustrato limitante del crecimiento (So) en la alimentación.
Balances y ecuaciones en el estado estacionario
Teniendo en cuenta estas consideraciones, los balances de materia para X, S y P en el estado estacionario (E.E) serán:
Balance de biomasa: VdX/dt = -FX + Vrx = –(F/V)X + µX = 0; rX = mX; E.E » dX/dt = 0. Por definición D = velocidad de dilución = F/V » µ = D
Balance de sustrato: VdS/dt = F (So – S) – Vrs; rs = µX / YX/S; E.E » dS/dt = 0. Por definición: SEE = KsD / µm – D » XEE = YX/S (S0 – S)
Donde: D = velocidad de dilución; SEE = concentración del sustrato limitante de la velocidad en estado estacionario; XEE = concentración de biomasa en estado estacionario.
Balance de producto: VdP/dt = -FP + Vrp = PEE = qPX / D; rP = qPX; E.E » dP/dt = 0
Donde: PEE = concentración del producto en el estado estacionario.
Nota: cuando el sustrato limitante de la velocidad de crecimiento (S) es también la fuente de carbono: X = DY´X/S (So – SEE) / (D + msY´X/S)

### Modelo cinético deMonodpara el cultivo continuo
El modelo de crecimiento que se aplica en los sistemas de cultivo continuo es el modelo cinético de Monod: D = µmS / (KS + S) » S = KSD / (µm – D) » X = YX/S [S0 – KSD / (µm – D)]
Velocidad Crítica de Dilución: existe un valor de dilución por encima del cual es X = 0; es decir, se produce lavado o arrastre de la biomasa por encima del valor de equilibrio que permite el estado estacionario y F2 > F1.
Este factor se conoce como dilución crítica (Dc); Dc = µmSo / Ks + So
En condiciones normales de operación continua S0 >> KS » DC = µm por lo que, un quimioestáto debe trabajar a una fracción de µm. En términos de crecimiento de la biomasa esto significa que el quimioestáto impone una condición selectiva al crecimiento del cultivo o el microorganismo.
Formación de producto: PEE = rp/D = qPXEE/D
Determinación de Parámetros de Crecimiento: un cultivo continuo es sumamente útil para determinar parámetros de crecimiento.
1/D = 1/µm + Ks/µm * 1/SEE
Se grafica 1/D en función de 1/S los puntos se ajustan a una recta cuya intersección con el eje 1/D es el valor de 1/µm y cuya pendiente es Ks /µm.
D (So – SEE) / XEE = D / Y´X/S + ms
La gráfica de D (So-S) / X en función de D permite estimar 1/Y'x/s y µs cuando el sustrato limitante de la velocidad de crecimiento es la fuente de carbono.

#### Ecuación de diseño de un reactor de mezcla perfecta
La ecuación de diseño nos da el tiempo de residencia (t) del cultivo dentro del biorreactor.
Para poder utilizar la ecuación de diseño hay que modificar la definición de componente X y sustituirlo por conversión X del componente i.
Por definición: Xi = Nio – Ni / Nio Donde: N = moles del componente i. Despejando: Ni = Nio (1 - Xi) » dNi/dt = -Nio dXi/dt = riV Con lo que, la ecuación de balance de biomasa para el estado estacionario se transforma en: -FXi + riV = VdXi/dt = 0
Reordenado: V/F = ∆Xi / -ri = t = ecuación de diseño de un reactor de mezcla perfecta. Donde: t = tiempo de residencia del cultivo dentro del biorreactor; ∆Xi = Xi2 – Xi1 = dXi
Otro término comúnmente utilizado en el diseño de reactores es el tiempo espacial (τ) el cual define el tiempo necesario para procesar o fermentar en el biorreactor, un volumen de alimentación, medido en condiciones de entrada (presión y temperatura), igual al volumen de operación del biorreactor (el que define el estado estacionario). El tiempo espacial se obtiene dividiendo el volumen de reactor (V) entre el caudal volumétrico de entrada al biorreactor (Q): τ = V/Q
Observe que al igual que t las unidades de τ son s-1.

## Diseño de un biorreactor semicontinuo
Un cultivo semicontinuo posee una línea de entrada o alimentación (F1). Para iniciar un cultivo alimentado (fed-batch) son válidas las mismas consideraciones que se hicieron para el cultivo continuo; pero, se inicia la alimentación del cultivo cuando el sustrato limitante de la velocidad se ha agotado; esto permite controlar la velocidad de crecimiento, regulando la velocidad de alimentación (caudal); finalmente se debe alimentar el cultivo con medio fresco.

### Balances y ecuaciones
Los balances de materia respectivos para X, S y P son:
- Balance de Biomasa: d (VX)/dt = Vrx = VµX
- Balance de Sustrato: d (VS)/dt = FSo – Vrs
- Balance de Producto: d (VP)/dt = Vrp

Nota: en estos casos el volumen V permanece dentro del operador diferencial; esto se debe a que varía con el tiempo.
Si en la ecuación de balance de sustrato la velocidad rs se reemplaza por rx / Yx/s se tiene: d (VS)/dt = FSo – 1/Yx/s. d (XV)/dt
Para controlar la velocidad de crecimiento (rx) mediante el caudal de alimentación (F) el sustrato (S) debe ser cero en todo momento: S = 0 y por lo tanto: d (SV)/dt = 0. Esta condición equivale a que el sustrato sea consumido en su totalidad conforme ingresa al biorreactor; es por eso que se aplica la condición de alimentación fresca. Bajo estas condiciones, la ecuación de balance de biomasa se transforma en: d (VX)/dt = FSoYx/s y por integración: XV = XeVe + FSoYx/st Donde: Xe y Ve representan la concentración de biomasa y el volumen de cultivo al iniciar la alimentación.
La variación del volumen con el tiempo es: V = Ve + Ft
El criterio para diseñar una alimentación adecuada se obtiene por la ecuación: FSo = VeµXe / Yx/s la ecuación es válida para cualquier rango de µ, hasta µm.
Como criterio adicional, sobre todo en procesos de fermentación se suele seleccionar un valor de So tan alto como sea posible y lo contrario con F (uno relativamente pequeño); a fin de evitar el lavado del cultivo por dilución excesiva. No obstante esto ocasionaría que la duración del cultivo (tiempo de fermentación) se prolongarse excesivamente. Para buscar el equilibrio se diseñó empíricamente una solución de compromiso: µ = 1 / VX. d (VX)/dt = Yx/sFSo / XeVe + Yx/sFSot

### Ecuación de diseño de un biorreactor semicontinuo ideal
Un sistema de cultivo semicontinuo es un sistema transciende; es decir, hay un flujo temporal o transitorio que alimenta o drena (lava) el sistema. El balance general de masa que se aplica a un volumen de control (diferencial de volumen) para un componente i en un sistema de flujo semicontinuo es:
Entra - Sale - Desaparece = Acumula ―› Fi - (Fi+dFi) - (-rxi) dV = 0
Operando se obtiene: - dFi = (-rxi) dV Por definición la conversión del componente i en reactores en flujo (semicontinuo) es: Xi = Fio – Fi / Fio por lo que, sustituyendo en la ecuación de balance: FiodXi = -rxidV Integrando la expresión anterior: ∫ dV/Fio = ∫ dXi/-rxi donde los límites de integración son: 0, V para el volumen y Xio, Xif para la conversión. Resolviendo la integral obtenemos: V/Fio = ∫ dXi/-rxi = t la ecuación de diseño para un biorreactor de flujo (semicontinuo). La ecuación es válida tanto si existe o no variación de caudal (flujo) del sistema. Cuando se requiere una expresión en función de la concentración, podemos utilizar la siguiente ecuación: Fio = CioQi donde Cio es la concentración del componente i en las condiciones de entrada y Qi es el caudal volumétrico del componente i. Sustituyendo: V/Fio = V/QiCio = τ/Cio donde τ es el tiempo espacial del biorreactor. En forma integral: τ = Cio ∫ dXi/-rxi
Para sistemas de densidad constante: τ = - ∫ dCi/-rxi
Nota: al comparar la ecuación de diseño de un biorreactor semicontinuo ideal con la que se obtiene para uno discontinuo ideal, se observa que la diferencia está la expresión que toma el tiempo: t o t. En un biorreactor discontinuo, t representa el tiempo de cultivo tc y es igual a la duración del bioproceso o la fermentación; lo que equivale a decir, el tiempo necesario para que el sustrato limitante de la velocidad se agote. En un biorreactor semicontinuo (de flujo) el tiempo t corresponde al equivalente para que la conversión de salida alcance su máximo valor posible; es decir, para que la generación de biomasa o bien, del componente metabólico X, alcancen su máximo de crecimiento (µm) para un mismo componente i. Es por eso que en un biorreactor de flujo el tiempo t se llama también tiempo de residencia tr; ya que, es el tiempo que el cultivo reside dentro del biorreactor; el cual es diferente (mayor) del tiempo de cultivo tc, puesto que aún después de agotado el sustrato limitante de la velocidad, el cultivo (células o microorganismos) tiene la capacidad metabólica de seguir sintetizando metabolitos X o generar más biomasa (crecer); es por eso que le incorporan los adjetivos “limitante de la velocidad” al sustrato S.

## Diseño de un biorreactor discontinuo
Una sistema de cultivo discontinuo no posee alimentación (F1) o lavado (F2); se carga el contenido del biorreactor (tanda o lote) con el medio de cultivo y luego se inocula con el cultivo (células o microorganismos) y se deja crecer hasta obtener el producto (biomasa o metabolito).

### Balances y ecuaciones
Dado que F1 = F2 = 0, las ecuaciones de balance son:
- Balance de Biomasa: d (X)/dt = rx = µX
- Balance de Sustrato: d (S)/dt = rs = µX / Yx/s
- Balance de Producto: d (P)/dt = rptutu

#### Casos
Generación de biomasa: cuando la operación discontinua tiene como objetivo la generación de biomasa (células o microorganismos); se parte del supuesto de que no se forma producto y que la relación µ-S puede ser representada por la ecuación de Monod, con lo que las ecuaciones de balance de biomasa y balance de sustrato limitante de la velocidad quedan:
- Balance de biomasa: d (X)/dt = µm (XS / Ks + S)
- Balance de sustrato: d (S)/dt = -µm / Yx/s (XS / Ks + S)

El sistema de ecuaciones posee solución analítica, pero en esta, no aparece X en forma explícita, por lo que, resulta de poca utilidad. Afortunadamente, es posible analizar casos particulares, haciendo algunas suposiciones. En el caso de tomar en cuenta únicamente la fase exponencial del crecimiento, cumple que: S » Ks y las ecuaciones se reducen a las originales, salvo que µ es substituida por µm:
- Balance de biomasa: d (X)/dt = µmX
- Balance de sustrato: d (S)/dt = µmX / Yx/s

Dado que bajo tales condiciones el crecimiento ocurre al máximo valor de posible, integrando la ecuación de balance de biomasa con las condiciones: t = 0, X = Xo se obtiene una expresión para la concentración de biomasa en función del tiempo: X = Xo eˆµmt o bien: lnX = lnXo + µmt
La ecuación establece que para S » Ks, el crecimiento es exponencial y permite calcular el valor de µm graficando el valor del logaritmo de X (ln X) en función del tiempo (t).
En forma similar, la concentración de sustrato limitante de la velocidad en función del tiempo es: S = So – [(Xo / Yx/s) (eˆµmt - 1)]
Conforme el sustrato se agota, S disminuye y la condición de S se hace comparable a Ks con lo que dX/dt comienza a disminuir (fase de desaceleración), hasta hacerse finalmente nula (S = 0); en este punto, se alcanza la máxima concentración de biomasa y finaliza el cultivo, pues se ha alcanzado la fase estacionaria.
La concentración final de biomasa (Xf) se puede calcular si se conoce Yx/s:
Yx/s = - (Xf – Xo) / (Sf – So) Dado que Sf = 0, Xf = Xo + Yx/sSo
Lo usual es utilizar estas ecuaciones para calcular Yx/s.
En la figura se ilustran las distintas fases de crecimiento descriptas, que surgen de la ecuación de Monod. Note que antes de la fase exponencial existe una fase de retardo durante la cual, la concentración de biomasa no se modifica substancialmente pero, ocurren cambios en la composición macromolecular y en el "estado fisiológico" de las células del cultivo. Si por algún motivo debe tomarse en cuenta esta fase, se debe aplicar una corrección a la ecuación la concentración de biomasa en función del tiempo: lnX = lnXo + µm (t – tr) donde tr es el tiempo de retardo; es decir, la modificación consiste en restarle al tiempo real, el tiempo transcurrido hasta que comienza el crecimiento exponencial. Normalmente, la fase de retardo no es deseable, tanto por la pérdida económica como por el tiempo desperdiciado; para minimizarla se hace crecer el inóculo aparte, en un medio de cultivo igual al que se va a emplear en el bioproceso (cultivo o fermentación) y luego se procede a transferirlo cuando las células ya se encuentran en la fase exponencial. La última fase es la decaimiento o muerte y consiste en la disminución de la concentración celular de la biomasa por lisis o muerte celular.

### Ecuación de diseño de un biorreactor discontinuo ideal
Un sistema de cultivo discontinuo es un sistema discreto en cuanto al movimiento de biomasa, ya que no hay flujos. Como condiciones de idealización en un biorreactor discontinuo ideal se supone que el cultivo y su medio están perfectamente agitados y que los parámetros de velocidad (r) son constantes en todo el volumen del sistema (volumen de control); es decir, que la mezcla es perfecta. La otra consideración es que se trabaja con velocidades y componentes individuales (i), por lo que se utiliza la definición de conversión del componente i (Xi), en vez de biomasa; es decir, se trabaja el componente metabólico, no la célula.
La ecuación de balance del componente i es: d (Xi)/dt = rxi = µXi
Teniendo en cuenta la definición de conversión y diferenciando Ni respecto al tiempo: dNi/dt = -NiodXi/dt
Sustituyendo en la ecuación de balance: -NiodXi/dt = rxiV
Separando en variables e integrando: ∫ (Nio/-rxiV) dXi = ∫ dt donde los límites de integración son: Xio (conversión de entrada) y Xf (conversión final) para la conversión y to = 0 (tiempo inicial) y tf (tiempo total de reacción) para el tiempo de reacción.
Integrando obtenemos: t = Nio ∫ dXi/-rxiV la ecuación general de diseño para un biorreactor discontinuo ideal.

## Diseño de un biorreactor con aireación
Un biorreactor con aireación es por definición un reactor continuo donde la entrada F1 es una línea de alimentación de aire estéril (O2); la salida F2 es una línea de lavado de aire estéril y el sustrato limitante de la velocidad de crecimiento es el oxígeno disuelto (OD).
Existen dos tipos o diseños básicos de biorreactores con aireación; ambos, de uso muy difundido: el primero es tanque agitado con línea de aireación y el segundo es el de levantamiento por aire o "air lift". De este último existe también, una variante que se utiliza para cultivos aeróbicos muy resistentes a esfuerzos cortantes e hidrodinámicos y es la cama de burbujas o “bubble bed”.

### Estructura de un reactor continuo de tanque agitado con línea de aireación
Un CSTR con línea de aireación es utilizado, por lo general, como dispositivo fermentador para células y cultivos aeróbicos; su esquema se representa en la figura. En él, la aireación se da en régimen laminar o de transición (Re≤3000) por cuanto estas fermentaciones son destinadas a cultivos de células y microorganismos aeróbicos “sensibles” a esfuerzos cortantes e hidrodinámicos altos. La agitación “extra” requerida se realiza mecánicamente, por medio de: un eje transmisor de potencia provisto de aletas o turbinas de agitación y accionado por un motor de corriente alterna con control de potencia y velocidad.
Además de esto, es indispensable que el sello mecánico del eje del motor sea hermético y esterilizable; que las líneas de entrada y salida de aire sean estériles y que la difusión del aire dentro del biorreactor sea controlada en presión, flujo y concentración. Para completar el esquema de diseño: el aire se inyecta por la parte inferior del tanque y es difundido a través de toda la mezcla por una corona con pequeños orificios espaciados regularmente o una boquilla de difusión. La “cama” de aire debe ser un “chorro” de finas burbujas de aire de pequeño diámetro, que salen de cada orificio de la corona o el difusor (boquilla) y al ser "golpeadas" por las paletas de la turbina o el agitador, se distribuyen por todo el volumen, generándose miles de pequeñas burbujas de aire que, difunden el O2 disuelto hacia el seno del líquido. El sistema de agitación se completa con cuatro o seis deflectores o “baffles” que rompen el movimiento circular que imprimen las paletas de la turbina o el agitador al líquido y generan mayor turbulencia y mejor mezclado; pero sin dañar el tejido o la pared celular de las células y microorganismos (tamaño de Kolmogorov de los Eddies). Finalmente, el tanque debe poseer un intercambiador de calor formado por una camisa por la que circule agua, para poder controlar la temperatura del cultivo y evitar que este muera o sufra un estrés térmico.

### Estructura de un biorreactor de levantamiento por aire
Cuando el volumen es muy grande (mayor que 1000 l) o se requiere de un mayor volumen de aireación, el sistema CSTR, ya no es eficiente y se requiere del levantamiento por aire. Debido a que, a mayor volumen de cultivo, también es mayor la cantidad de calor generado; se hace necesario, aumentar el área de transferencia de calor y la eficiencia de refrigeración; por lo que, el intercambiador de calor de camisa debe ser reemplazado por uno de serpentín en contra flujo o con circulación adyacente a la pared interior del tanque. Ver esquema representado en la figura.
Al igual que en el diseño de tanque agitado, el aire que ingresa al biorreactor debe ser estéril; esto se consigue, haciéndolo pasar por un filtro microporo de diámetro de poro inferior a los 0,45 micrones (0,2 µm – 0,1 µm) que impida el paso de microorganismos contaminantes. En los biorreactores de levantamiento por aire o "air lift" la cama de aire también funciona como medio de agitación; de modo que, se genere una circulación fluida de líquido con aire (burbujas) que asciende el compartimiento interno y luego desciende por el compartimiento externo, favoreciendo el mezclado perfecto.

### Transferencia de O2y balance de oxígeno
La velocidad de transferencia de 02 (r02) desde el seno de la fase gaseosa (burbujas) hasta la fase líquida (medio líquido) está determinada por la siguiente ecuación: rO2 = Kla (C*- C) donde KLa es el coeficiente volumétrico de transferencia de oxígeno; C la concentración de 02 disuelto en el seno del líquido y C* la concentración de O2 disuelto en equilibrio con la presión parcial de oxígeno de la fase gaseosa. El KLa y por lo tanto el grado de transferencia de oxígeno desde el seno del líquido hasta las células o microorganismos en cultivo, dependen del diseño del biorreactor y de las condiciones de operación del sistema de cultivo: caudal de aire, volumen del líquido, régimen de agitación, área de transferencia y viscosidad del cultivo. En general, disminuyen el KLa: la viscosidad y el volumen del líquido y aumentan el KLa: el área de transferencia, la agitación y la presencia de dispositivos que aumenten una, la otra, o ambas.
La ecuación de balance de oxígeno en el estado estacionario es: d(VCO2) / dt = F (C – C*) – VrO2 + VNiO2 donde Ni es la velocidad de transferencia de un componente del gas (oxígeno) al líquido (medio). Dado que el oxígeno es el sustrato limitante de la velocidad de crecimiento, cuando el cultivo se encuentra en crecimiento, el flujo de entrada oxígeno (FiO2) será mayor al flujo de salida de oxígeno (FfO2) debido al consumo de oxígeno disuelto en el líquido por parte de las células o microorganismos en crecimiento y/o división celular.
En este caso, la ecuación de balance de oxígeno para células o microorganismos en crecimiento es: d(VCO2) = FiO2C – FfO2C* – VrO2 + VNiO2 es decir, debe utilizarse la ecuación general.

### Sistema de aireación
El sistema de aireación externamente comprende las líneas de entrada Fi y salida de aire Ff e internamente debe optimizar la transferencia de gases nutrientes (aire) hacia el medio líquido. Un sistema de aireación consta de cuatro partes mecánicas: fuente de aire; tubería y filtros de entrada; boquilla y difusor de aire; tubería y filtros de salida. Y tres partes de control: control de flujo aire; control de presión de aire; control de difusión de oxígeno disuelto.
Fuente de aire: dado que el sistema de aireación, en su conjunto, depende de la correcta elección del dispositivo que suministrará la fuente de aire, se siguieren dos opciones:
1. Compresor de aire: su principal característica es que opera con: alta presión y bajo caudal de aire; por eso, cuando operan, es de manera continua o, cuando se requiere capacidad, debe haber un tanque de almacenamiento a alta presión como parte del sistema. Una segunda e importante característica es que produce un alto nivel de ruido ≈ 80dB y una tercera es que, si el compresor es de tipo pistón debe lubricarse con aceite, por lo que, esta característica se incluye en el diseño como: autolubricado (oiless) o no lubricado (oil lubricated). Existen dos tipos de diseño constructivo para compresores de aire:

a) El compresor de diafragma: está diseñado para un trabajo de operación continua; su presión operación es moderada ≈ 60 psia y como su nombre lo indica, utiliza un diafragma o fuelle para impulsar y comprimir el aire. El compresor de diafragma resulta adecuado para oxigenar volúmenes medianos de cultivos o microorganismos aeróbicos.
b) El compresor de pistón: es más utilizado comercialmente, no obstante, para cultivos celulares sensibles (células de membrana plasmática), no es recomendable, por cuanto, su presión de operación es muy alta (80 psia o más) para estos cultivos y puede causar daño celular severo o la lisis de las células; y porque, el pistón debe lubricarse con aceite y esto ocasiona que se filtre en pequeñas cantidades a la corriente de aire.
1. Soplador regenerativo: se caracteriza por funcionar como si fuera una bomba centrífuga de succión y desplazamiento de aire por lo que, opera con presión negativa (vacío) en la succión y presión positiva (compresión) en el desplazamiento. Aunque su rango de acción es pequeño: ± 20”H2O a ± 40”H2O en cuanto a las presiones de operación, su capacidad de desplazamiento de aire es muy alta 30 cfm - 50 cfm o 1000 L/min - 1500 L/min por lo que, puede movilizar grandes volúmenes de aire.

Tubería - Línea de aire: esta debe ser de acero inoxidable.
Filtros de las líneas de aire: para sistemas pequeños de diámetros de tubería estándar, se utilizan filtros en línea con la tubería; estos son de membrana microporo que filtran el 99,99% de los contaminantes. Para sistemas mayores (industriales) debe diseñarse un método de esterilizar in situ la línea de aire; generalmente se hace calentando fuertemente la línea de aire y luego enfriarla. Las membranas microporo que filtran el aire tienen un punto de burbuja que es la presión de agua máxima que pueden soportan antes de romperse (recuerde que el sistema tiene un medio líquido) y un flujo máximo el cual es el máximo caudal que puede soportar la membrana antes de su ruptura.
Sistema de difusión de oxígeno disuelto: debe optimizar al máximo la transferencia de oxígeno disuelto al medio líquido. El sistema consta de dos partes mecánicas: boquilla y difusor de aire; una parte de medición: sensor de oxígeno disuelto y una de control: controlador de oxígeno disuelto.
Difusor de aire: los cultivos aeróbicos requieren que la corriente de aire estéril que se difunda en la forma de miles de pequeñas burbujas, desde el difusor de aire, hacia el volumen del líquido; esta acción se realiza mediante un plato o domo cilíndrico de acero inoxidable finamente perforado. Alternativamente y si el sistema es pequeño o mediano en escala, se puede utilizar un difusor de material cerámico poroso el cual, tiene la ventaja de que, provee una cama más fina de burbujas (de menor diámetro) y mayor área de transferencia (volumen de burbujas).
Control y regulación del flujo de aire: recuerde que las membranas que filtran el aire tienen un punto de burbuja y un flujo máximo por encima del cual, se rompen; por eso, se debe regular el flujo de aire y controlar la presión en la línea de aire. La forma más económica de hacerlo es manualmente, con un manómetro para presión. Existe también la versión digital, más costosa, pero que, controla de forma automática el flujo de aire y la presión, según se escoja.
Control y medición del oxígeno disuelto (OD): además de regular el flujo y la presión del aire en la línea o tubería, se debe controlar el valor y la concentración del oxígeno disuelto (OD) dentro del medio líquido; variable que puede medirse en dos formas (parámetros):
a) Oxígeno disuelto (OD): es la concentración de oxígeno disuelto requerido para la reducción química de un equivalente en iones sulfito (de sodio) a la cantidad de materia orgánica presente en el medio líquido que se debe oxidar.
b) Demanda bioquímica oxígeno (DBO): es la taza de oxidación biológica o demanda bioquímica de oxígeno disuelto requerida por el microorganismo o célula en cultivo para oxidar la materia orgánica presente en el medio líquido.
La tasa específica de consumo de oxígeno de un cultivo está determinada por la velocidad de transferencia de oxígeno (r02) y el KLa que la correlaciona; recuerde que: rO2 = Kla (C*- C).
Se debe conocer la r02 para poder determinar el KLa; el valor de r02 se consigue en la literatura; la concentración de oxígeno disuelto en el líquido (C) es equivalente al valor de OD, e instrumentalmente, se llama: razón de toma de oxígeno (OUR) por sus siglas en inglés; el equivalente a C* (concentración de oxígeno disuelto en el líquido en equilibrio con el gas) es la demanda bioquímica de oxígeno (DBO) que, instrumentalmente se llama: razón específica de toma de oxígeno: SOUR (specific oxygen uptake rate). Ambas razones pueden medirse regularse con un controlador OUR/SOUR de uso comercial.
Una probeta o electrodo OD es un sensor que mide la concentración de oxígeno disuelto en el medio líquido.
Similarmente, una probeta o electrodo BOD mide la concentración de oxígeno disuelto en el medio líquido en equilibrio con el gas. )
En ambos casos, el material de su construcción debe ser acero inoxidable y su especificación es por la longitud de inmersión (H) y diámetro (D) de la probeta.
Nota: todas las imágenes de los instrumentos y equipos fueron tomadas del Catálogo en Internet de: Cole Parmer.

## Diseño de un fermentador semicontinuo
Los cultivos anaeróbicos y facultativos están constituidos por células y microorganismos cuyo metabolismo ante la ausencia de oxígeno, utiliza vías metabólicas alternas para la oxidación de los compuestos que le sirven de nutrientes. En estas células y microorganismos, la respiración celular se sustituye por una ruta oxidativa alterna llamada fermentación en la que, el piruvato no produce CO2 como producto final de desecho; por el contrario, se consume CO2 y esta es incorporado, junto al piruvato, en la fermentación, cuyo producto final de desecho, le da nombre; por ejemplo: en la fermentación alcohólica el piruvato se oxida a acetaldehído y al final de la cadena oxidativa se produce etanol como producto final de desecho.
Un fermentador es un dispositivo de tipo tanque agitado en el que se realiza una fermentación controlada. Los fermentadores suelen operar en modo semicontinuo; por cuanto, debe alimentarse una línea de sustrato limitante de la velocidad de crecimiento (S) para mantener el crecimiento celular o microbial durante la fermentación.
El catabolismo celular de las fermentaciones además del producto final, produce gran cantidad de subproductos de desecho y metabolitos secundarios que son excretados al medio de cultivo, por las células en cultivo, y esto genera gran cantidad de espuma en el caldo de fermentación. Las espumas modifican la acidez del medio de cultivo ya que, cambian el pH del medio de cultivo y por tanto, debe regularse y controlarse la acidez del medio adecuadamente. Medir y controlar el pH es un aspecto muy importante de los bioprocesos, ya que los cambios en el pH pueden alterar significativamente las condiciones de crecimiento, generalmente con consecuencias importantes. Los medios de cultivo suelen incluir tampones, es decir, sustancias que mitigan los cambios de pH demasiado repentinos causados por la adición de un ácido o una base. Debido a que un goteo de ácido en el medio de cultivo puede dañar muchas líneas celulares, los científicos a menudo enriquecen cuidadosamente la mezcla de gas utilizada en el cultivo celular con CO2 en lugar de agregar un ácido líquido. Luego, el gas se disuelve en el medio de cultivo, lo que permite que el dióxido de carbono influya en el pH en combinación con un tampón. Adicionalmente, la turbidez y la cantidad de espuma, deben mantenerse en niveles adecuados para evitar pérdidas y el mal funcionamiento del biorreactor. Finalmente, la mayoría de los procesos fermentativos generan gran cantidad de calor debido a la naturaleza exergónica del catabolismo celular de estos microorganismos, por lo que, la temperatura también debe ser controlada.
En la mayoría de los cultivos anaeróbicos el dióxido de carbono (CO2) es el sustrato limitante de la velocidad de crecimiento por lo que, la cinética del sistema de cultivo debe modificarse incorporando la ecuación de balance de consumo de CO2: d(VCCO2)/dt = FiCCO2i – FoCCO2o + VrgCO2 – VNoCO2
Donde: CCO2 = concentración de CO2 en el líquido; rg = velocidad de generación; No = velocidad de transferencia de un componente del líquido al gas; i = ingreso; o = salida.
Control y Medición del CO2 Disuelto (COD): la curva de generación de CO2 se debe determinar experimentalmente para determinar la velocidad de consumo de sustrato limitante de la velocidad (rgCO2) del cultivo; para eso, es necesario mantener el crecimiento máximo del cultivo.
En la práctica la curva de consumo de CO2 se determina basándola en la concentración de dióxido de carbono disuelto (COD) en el medio de cultivo; esta puede ser medida y controlada con un dispositivo comercial diseñado para ese propósito, un controlador COD y la sonda o probeta COD respectiva.
El suministro de CO2 se obtiene con un cilindro de CO2 recargable.
La regulación del flujo de CO2 se realiza manualmente con un regulador manual de flujo o manómetro; se debe hacer de forma que, se mantenga la concentración máxima de dióxido de carbono disuelto, medida en el controlador COD, para que, la velocidad específica de consumo de sustrato para mantenimiento (m) se mantenga en todo momento.
El control de flujo de CO2 se realiza utilizando una válvula solenoide electrónica que el controlador COD dirige al recibir la señal de la probeta COD y sobre la base de su valor, comanda la apertura o clausura de una válvula solenoide, mediante una señal de paso (abrir o cerrar) que regula el flujo de CO2 proveniente del tanque de CO2 comprimido. Las válvulas solenoides son servo mecanismos eléctricamente controlados y se escogen de acuerdo al material, al número de vías, al calibre y la presión y si permanecen abiertas o cerradas, entre otros.
La difusión del CO2 en el medio líquido se realiza utilizando una boquilla de difusión o un difusor de gases de material cerámico poroso.

### Sistema de Control de Espuma
La presencia de oxígeno en el ambiente interno del biorreactor ocasiona que los productos de desecho del catabolismo celular de los microorganismos facultativos, sean oxidados, por lo que, las espumas se tornan densas y “jabonosas” ocasionando serios problemas funcionales y contaminado el cultivo.
Un sistema de control de espuma (ver diagrama) consta de dos subsistemas sistemas que funcionan en conjunto:
1. Subsistema Antiespuma formado por:

- Controlador de antiespuma: comanda la bomba peristáltica que dispensa el antiespumante y recibe la señal de medición del sensor de espuma
- Probeta o sensor antiespuma: es el sensor que mide el nivel de espuma en el medio de cultivo; se especifica de acuerdo al tamaño del frasco dispensador de antiespumante
- Frasco dispensador de antiespumante: debe contar con su propio sistema de filtración y equiparación de presión (externa e interna)

1. Subsistema de Bombeo Peristáltico: formado por:

- Mangueras flexibles;
- Bomba peristáltica;
- Frasco dispensador;

El frasco dispensador es factor común en ambos subsistemas.
La bomba peristáltica “maja” la manguera flexible e impulsa el flujo del fluido antiespumante dentro del biorreactor.
La manguera flexible se escoge según el material, el tipo de bomba y la longitud; se recomienda una de silicón curado o Tygon y para un sistema de bombeo L/S (bomba sencilla de velocidad fija o variable).
Nota: la manguera flexible se conecta al sistema (biorreactor) mediante un tubo de adición de reactivo.
Este debe ser de acero inoxidable y su diámetro (puerto) debe ser el diámetro interno de la manguera flexible.

## Sistema de control de pH
El sistema controla el pH del medio de cultivo; que es generada por los productos de desecho y el metabolismo propio del cultivo celular o microorganismos. Un sistema de control de acidez consta de:
Dos subsistemas mecánicos servo controlados
1. Sistema Dispensador de Ácido: que consta de:

- Dispensador aséptico de ácido (HCl);
- Filtro microporo en línea;
- Manguera flexible resistente al ácido;
- Bomba peristáltica;

1. Sistema Dispensador de Álcali: que consta de:

- Dispensador aséptico de álcali (NaOH);
- Filtro microporo en línea;
- Manguera flexible resistente al álcali;
- Bomba peristáltica;

Nota: recuerde que las mangueras flexibles se deben conectar al sistema (biorreactor) mediante un tubo de adición de reactivo para cada una de ellas.
Un sistema de control formado por:
- Controlador de pH: ordena y regula la acción del motor que controla a las bombas peristálticas que suministran el ácido y el álcali.

Un sistema de medición: formado por:
- Sensor de pH: sonda o probeta electroquímica que mide la acidez y “dice” al controlador de pH, la situación del medio.
- pH Óptimo: toda célula y microorganismo poseen un rango de acidez (pH) dentro del cual, es posible su crecimiento con normalidad; dentro de ese rango, existe un pH óptimo en el cual el crecimiento es máximo y muy bien definido.

Al crecer los microorganismos en ambientes naturales, su rango de pH se acerca a los valores del hábitat en que se desarrolla; el rango normal de acidez en que pueden sobrevivir la mayoría de los microorganismos es 2,0 ≥ pH ≤ 10,0.
La mayoría de los hábitats tienen valores de pH de 5,9 por lo que, los microorganismos que viven en esos hábitats tienen un pH óptimo equivalente (5,9).
Algunos rangos de pH óptimo son: para levaduras entre 3,5 y 5,5; para bacterias entre 6,0 y 7,5; para mohos, según la cepa, se extiende entre 3 y 7; para células en cultivo entre 6,0 y 7,5.
La forma exacta de la curva de acidez es muy variada y depende del metabolismo propio de cada microorganismo o célula por lo que, no se ha formulado un modelo general y simple para representarla.

### Sistema de control de temperatura
Mantiene estable y dentro de un rango óptimo requerido por el cultivo para su máximo crecimiento, la temperatura interna del sistema.
Un sistema de control de temperatura consta de:
Dos sistemas de intercambio térmico:
- Intercambiador de Calor: dispositivo de intercambio térmico que genera calor o absorbe el calor excedente. El intercambiador de calor de caso y tubos es el más usado y se define por su área de transferencia de calor; a mayor área de transferencia de calor, mayor capacidad de absorber calor.
- Serpentín: medio físico por el cual el calor es absorbido o transmitido al fluido. El tubo del serpentín debe ser de acero inoxidable 304 o 316 (preferiblemente) y se recomienda que sea delgado para una mejor transferencia de calor.

Un sistema de control:
- Controlador de Temperatura: sistema que ordena y regula la acción del motor que controla las servo válvulas que regulan el flujo de líquido frío o caliente.

Un sistema de medición:
- Sensor de temperatura: sonda (termocopla) que mide la temperatura.

Un servo control:
- Servo Controlador de Temperatura: controla la temperatura a la que debe abrir o cerrar la válvula solenoide.

Un sistema regulador de paso de flujo:
- Válvula Solenoide: servo mecanismo actuador que regula el flujo (paso) de líquido por la tubería o línea de paso (abre o cierra el flujo del líquido)

Un sistema de conducción de fluido:
- Tuberías de Conducción de Agua: el agua es fluido térmico por excelencia para la transferencia de calor por conducción a través de las paredes metálicas de la tubería. Estas deben ser de acero inoxidable.

Nota: las tuberías deben anclarse al cuerpo del biorreactor mediante un puerto de entrada que es soporte hermético que la sujeta a la superficie plana.
Temperatura Óptima: la temperatura es otro factor ambiental que influye y que afecta el crecimiento del cultivo microbiano y celular; poniendo el juego, la propia supervivencia de la célula o microorganismo. La temperatura afecta a las células y microorganismos cultivados de dos formas distintas:
1. Conforme aumenta la temperatura, aumenta también la velocidad de las reacciones enzimáticas y el crecimiento se hace más rápido;
2. Por encima de un máximo temperatura, se produce la desnaturalización de las proteínas celulares y la descomposición de los componentes celulares esenciales para mantener la vida, causando la muerte de las células o microorganismos en cultivo.

En este punto analizaremos únicamente el primer ítem; más adelante veremos el segundo.
Para cada célula y microorganismo existe una temperatura mínima por debajo de la cual, no hay crecimiento; es decir se inhibe el crecimiento celular.
Y una temperatura máxima por encima de la cual, la célula o microorganismo muere.
Entre ese rango de temperaturas existe una temperatura óptima para la cual, el crecimiento es el más rápido posible.
Estas tres temperaturas son características de cada célula y microorganismo y pueden variar ligeramente con la composición del medio de cultivo.

#### Clasificación de los microorganismos de acuerdo a sus temperaturas
| Tipo de microorganismo | Temp. Mínima (°C) | Temp. Óptima (°C) | Temp. Máxima (°C) |
| Psicrófilo             | -5 +5             | 12 - 15           | 15 - 20           |
| Psicrótrofo            | -5 +5             | 25 - 30           | 30 - 35           |
| Mesófilo               | 5 - 15            | 30 - 45           | 35 - 47           |
| Termófilo              | 40 - 45           | 55 - 75           | 60 - 90           |

Determinación de la Temperatura Óptima de Crecimiento: se realiza desde el punto de vista cinético, aplicando la Ley de Arrhenius para el crecimiento y la muerte de células o microorganismos: dln (k)/dt = Ea/RT2; dln (k) = -(Ea/R)*d(1/T) Donde: k = máx (para el crecimiento), k = máx (para la muerte), T = temperatura absoluta, R = Constante de los gases ideales, Ea = energía de activación del proceso: EC para el crecimiento, Em para la muerte; EC = 8 – 12.000 cal/g-mol K (crecimiento), Em = 50 – 100.000 cal/g-mol K (muerte).
La realización de la curva de crecimiento EC en conjunto a la curva de muerte Em representada por su logaritmo ln (k) versus el inverso del tiempo 1/T conduce a la determinación gráfica de la temperatura óptima.

## Diseño de un biorreactor de tanque agitado

### Componentes de diseño de un biorreactor de tanque agitado
Para lograr el cumplimiento de objetivos descritos, un biorreactor de tipo tanque agitado o CSTR (ver figura), debe contar con los siguientes componentes básicos en su diseño:
figura

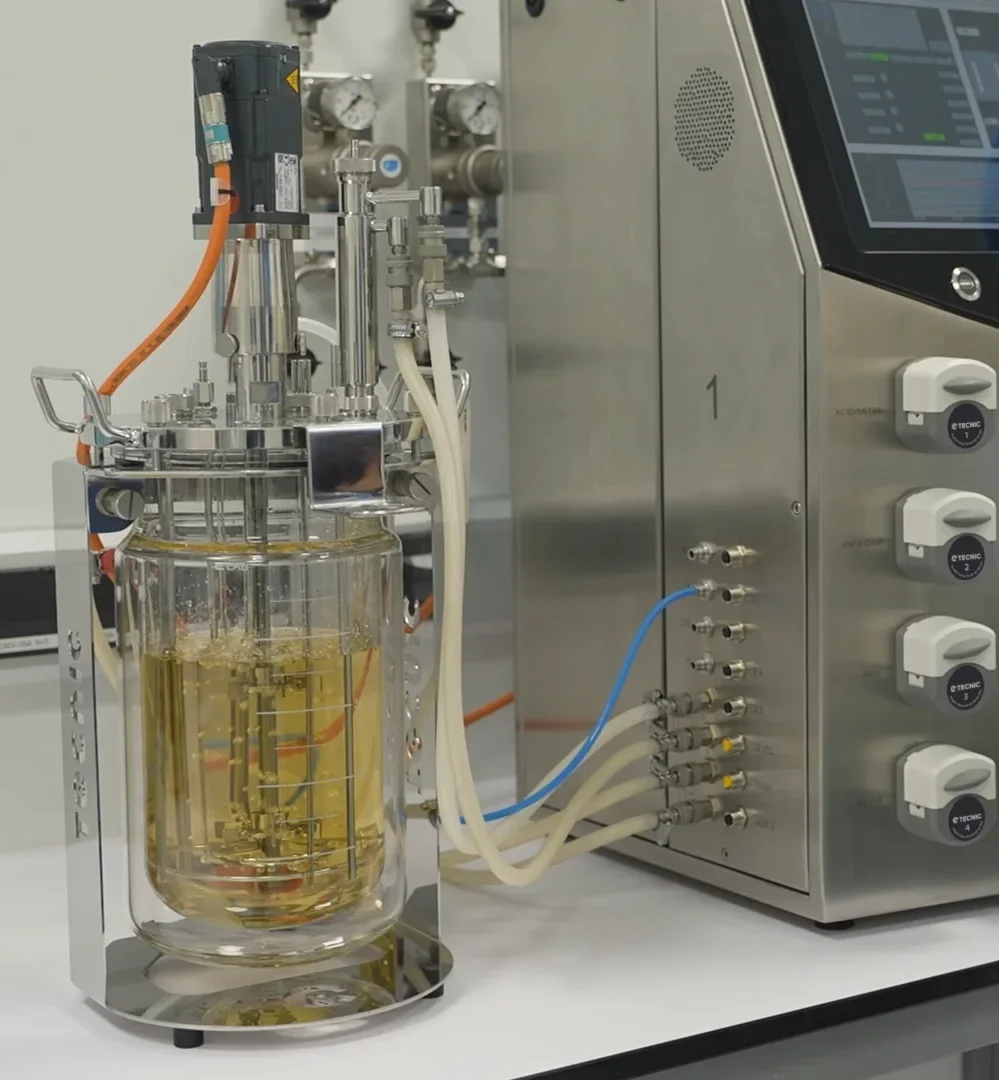
Recipiente de un biorreactor en funcionamiento

- Recipiente de un biorreactor en funcionamiento Cuerpo del Biorreactor: recipiente o contenedor que alberga al cultivo o microorganismo. El contenedor es la frontera física entre el ambiente externo contaminado y el ambiente interno controlado. Un tanque contenedor o cuerpo del biorreactor se debe construir en acero inoxidable austenítico, por sus características químicas y físicas superiores; usualmente se prefiere los aceros de las series 316.

- Dimensionamiento del Cuerpo del Biorreactor: el primer paso en el diseño de cualquier biorreactor es dimensionar el “tamaño” del tanque o del cuerpo del biorreactor; la práctica común es, hacerlo a través de variables adimensionales: variables que representan una razón entre dos parámetros con las mismas dimensiones. De esta forma, es posible escalar; es decir cambiar de dimensión o tamaño, el biorreactor y adaptarlo a otra escala de proceso. Las principales relaciones adimensionales que se utilizan en tanques agitados son: la razón de la altura de trabajo (H) al diámetro del tanque (Dt): 3 ≤ H/Dt ≥ 1 en reactores tubulares (largos) esta relación es de 4 - 6; la razón del diámetro del tanque (Dt) al diámetro de las hojas o aspas (Da): ½ ≤ Da/dt ≥ ¼ cuando el régimen de agitación es laminar y las revoluciones del motor menores a 150 rpm, la relación aumenta ¾; la razón entre el diámetro de la hoja (Da) y el diámetro del espacio libre o hueco entre el rotor y el cuerpo de la hoja (Dd): 2 ≤ Da/Dd ≥ 1 en turbinas axiales y hojas planas esta relación aumenta de 2 – 4; la razón entre el ancho de la hoja o aspa (L) y el espesor o grosor de esta (W): 4 ≤ L/W ≥ 1 en turbinas axiales y hojas planas esta relación se invierte ¼ ≤ L/W ≥ 1/16. En la figura aparece como “gap” – (G) es el espacio libre que se deja cuando se utilizan baffles o dispositivos amortiguadores de la turbulencia; normalmente el valor de G es: 1/12 – 1/16 del valor de J donde J es el ancho del baffle o amortiguador; J por su parte se diseña de acuerdo al diámetro del tanque (Dt) pero valor de diseño es el mismo que el del espacio libre: 1/12Dt ≤ J ≥ 1/16Dt. (Hs), no aparece en la figura, es la altura de techo o espacio libre que se deja entre la superficie libre del líquido (H) y el techo o tapa del biorreactor, para facilitar la operación del sistema; el valor mínimo de la luz (Hs) es 10% de la altura total del tanque (Ht) y el valor máximo es 50% Ht que representa el valor mínimo de volumen de operación . Finalmente, C es la altura de piso del agitador – altura desde el fondo del tanque hasta el punto más bajo de las aspas u hojas; C se dispone sobre la base de la altura de la columna de fluido (H), normalmente: ¼ ≥ C/H ≤ ½.

- Sistema de Agitación: tiene la función de generar la potencia necesaria para producir una mezcla perfecta para el sistema de cultivo y producir un régimen de agitación adecuado que, maximice la difusión de gases en el líquido y minimice la producción de esfuerzos cortantes y la presión hidrodinámica local y global, para optimizar los fenómenos de transferencia de momentum, calor y masa.

Un sistema de agitación consta de cuatro partes mecánicas:
Motor Impulsor: suministra la potencia al eje de potencia; debe ser de corriente alterna (a.c), preferiblemente de inducción y su potencia debe calcularse para manejar el doble (200%) de la potencia teórica requerida para agitar el fluido y el cultivo a Re≥3000. Motor de Inducción (A.C): dado que un biorreactor debe operar de forma continua durante todo el proceso de cultivo; se requiere un motor capaz de resistir largos periodos de operación continua y trabajo duro; por eso, el motor debe ser de inducción de corriente alterna (a.c) y debe ser acorazado, preferiblemente en acero inoxidable.
Eje trasmisor de la potencia: es una barra cilíndrica de acero inoxidable 316L y por lo general se diseña en diámetros estándar: ¾”, ½”, etc., para mayor facilidad de ajuste a los estándares de motores a.c. Su longitud depende de la profundidad del contenedor (tanque).
Acople del Eje Transmisor: ajusta y fija al motor, el eje transmisor de potencia. Existen dos tipos de acople:
Acople-adaptador de tipo taladro: el puerto de entrada se acopla al eje del motor por fijación directa. El puerto de salida es un dispositivo que se adapta a varios diámetros de broca y sujeta o abraza firmemente el eje transmisor de potencia por presión y abrasión; similar al que utilizan los taladros mecánicos.
Acople-ajustador de tipo tornillo-rosca: el puerto de entrada se “enrosca” o se fija firmemente al eje del motor. El puerto de salida es un dispositivo que “abraza” el eje transmisor de potencia por un mecanismo de tornillo-rosca.
En ambos casos, el diámetro del puerto de entrada del acople que es la unión de este con el eje del motor debe ser de diámetro interno igual al diámetro externo del eje del motor y el diámetro del puerto de salida que es dispositivo sujetador del eje transmisor de potencia debe ser el mismo que el diámetro externo del respectivo eje.
Puerto de Entrada del Biorreactor: se denomina puerto a la superficie física sobre el cual se instala un dispositivo de entrada o salida al biorreactor, un anclaje o un aparato mecánico o de medición; el puerto es el medio por el cual, se ajusta o fija, tal dispositivo o artefacto a la pared o superficie del tanque o del biorreactor. Como se observa en la fotografía, el puerto de entrada es la tapa o cara superior del tanque biorreactor y en donde se anclan o sujetan todos los dispositivos y periféricos que se requieren para su operación. Cada dispositivo de anclaje o sujetador también un puerto menor cuyo diámetro externo es la superficie externa total y cuyo diámetro interno es el diámetro externo del dispositivo que sujeta. Algunos puertos tienen dos diámetros internos, cuando el dispositivo que sujetan tiene diámetro externo y diámetro interno; por ejemplo, los sensores o probetas medidores y el sello mecánico del eje del agitador.
Sello Mecánico: su función es triple: evitar la contaminación, mantener hermético el sistema, servir de amortiguador de fricción. El sello mecánico también debe permitir la esterilización in situ del biorreactor, mediante una línea de vapor sobrecalentado. Un sello mecánico, generalmente se diseña en una de dos configuraciones:
Cartucho rígido: que permite el rodamiento del eje de potencia a través de soporte de cuerpo rígido que sella y aísla el paso de cualquier materia al interior del depósito.
Cartucho flexible: que permite el rodamiento del eje de potencia a través de un soporte fijo al exterior pero flexible en el interior y que también sella y aísla el paso de contaminantes al interior del depósito.
En ambos caso el sello mecánico se especifica de acuerdo al diámetro eterno del eje transmisor de potencia; el cual es el diámetro interno del puerto del sello mecánico. Dentro de lo posible se recomienda el uso de sellos flexibles ya que amortiguan mejor las vibraciones mecánicas del eje transmisor de potencia; la desventaja es que esa flexibilidad obliga a cambiarlos más frecuente, pues el desgaste es mayor.
Eje Transmisor de Potencia: transmite la potencia del motor al impulsor, a través de, las hojas de agitación. Existen ejes en los cuales ya vienen incorporadas hojas o aspas de agitación, se diseñan para operar en uno de dos sistemas de flujo, según sea, la orientación espacial de las hojas o aletas:
Flujo axial: suministran mayor efectividad de mezclado (distribución) y reducen la potencia de mezclado requerida, al distribuir mejor la mezcla; sus hojas u aspas son planas.
Flujo radial: generan mayor potencia de mezclado (turbulencia) y pueden causar daño celular; sus hojas o aspas son del tipo hélice.
Impulsores: son los dispositivos que impulsan el fluido y el movimiento, mediante hojas o aspas unidas al eje transmisor de potencia; pueden ser del tipo mecánico (agitador) o hidráulico (turbina).
Agitadores: es un impulsor formado por hojas o aspas de agitación conectadas al eje transmisor de potencia; pueden tener una distribución de flujo axial o radial.
Los propulsores de flujo radial pueden tener gran variedad de formas y diseños; dentro de estos, las hélices son las que más se utilizan.
Hélices: existen en tres diseños básicos que dependen de la orientación espacial:
(a) – Plano XY,
(b) – Plano ZX,
(c) – Plano ZY.
Cada orientación (plano) describe una superficie curva que es determinada por dos (2) de tres (3) ángulos de diseño:
(a) Plano XY, determina el ángulo de inclinación (α), este varía 15’ ≤ α ≤ 45’;
(b) Plano ZX, determina el ángulo de torsión (β), este varía 16’ ≤ β ≤ 32’;
(c) Plano ZY, determina el ángulo de tensión (γ), este varía 15’ ≤ γ ≤ 45’.
Como se observa en la figura:
(a) – Hélices de superficie curva en el Plano XY están determinadas por los ángulos α, β;
(b) – Hélices de superficie curva en el Plano ZX están determinadas por los ángulos α, γ;
(c) – Hélices de superficie curva en el Plano ZY están determinadas por los ángulos γ, β.
Por su gran potencia y la turbulencia que generan, las hélices no se recomiendan para cultivos de células sensibles; solo deben utilizarse para cultivos bacteriales o micóticos y a bajas velocidades de rotación.
Turbinas: es un impulsor de flujo axial el cual opera como una centrífuga que distribuye el flujo de líquido a través de hojas planas, a todo el volumen de fluido.
El impulso axial ha demostrado ser la forma más eficiente de diseño para reducir esfuerzos cortantes e hidrodinámicos y disminuir la turbulencia y la potencia requerida para homogeneizar el mezclado; objetivo que se persigue en una mezcla perfecta. Por eso se recomienda impulsores de flujo axial para cultivar células sensibles o de membrana plasmática. Dentro de estas, la turbina Rushton (b) es el impulsor de flujo axial más recomendado y más eficiente para generar una mezcla perfecta de alto perfil hidrodinámico, bajo en esfuerzos cortantes y alto en distribución.
Y una de control:
Control de Velocidad del Motor: los motores de inducción de corriente alterna (a.c) tienen velocidades nominales de rotación de 1800rpm o 3600rpm. Estas velocidades son muy altas para los sistemas biológicos causando la destrucción de las células y microorganismos en cultivo. La velocidad de rotación del motor debe entonces reducirse a un máximo de 600rpm (revoluciones por minuto) para que no cause daño celular. Usualmente se acopla a la salida de eje del rotor una caja de reducción de 1/3 o 1/6 para bajar la velocidad de rotación a 600rpm. Adicionalmente se coloca un control de velocidad que puede ser analógico o digital al motor para un control más fino y preciso de la velocidad de rotación.
Agitación y Mezclado
Relaciones de Potencia y Mezclado: conforme el diámetro de la hoja o aspa (Dd) aumenta, también lo hace, la potencia (Pt) requerida para realizar el trabajo de mezclado; la potencia de mezclado (Pm) es mayor porque el torque (τ) se acrecienta, recuerde que el torque es la relación entre la fuerza (F) y el brazo de palanca (r) y que, el brazo de palanca es el diámetro del aspa u hoja cuyo momentum (mv) aumenta al aumentar la velocidad de rotación (ω). Así entonces, cuando Dd es muy grande, debe disminuirse ω para reducir Pt; pero esto ocasiona que Pm también se contraiga; así como la turbulencia excesiva. Caso contrario ocurre cuando Dd es muy pequeño, debe aumentarse ω para mejorar Pm y extender la turbulencia, ya que, en estos casos, es localizada (se acumula alrededor de las aspas y hojas). Este fenómeno local que se conoce como potencia fluida (Pf) provoca que el volumen de líquido que es afectado por la turbulencia local (Rex) no sea suficiente para oxigenar los tejidos y células en cultivo pues el Kla disminuye. Para que la Pf se transmita a todo el volumen de operación del fluido, es necesario que, se alcance el estado estacionario (EE) en dicha operación, y esto toma mucho tiempo lo que implica, un alto costo.
La mejor forma de combinar positivamente estos efectos hidrodinámicos que se contraponen; es decir: bajar Pm y aumentar Pf es optimizar Dd. A esto se le conoce como potencia óptima de mezclado (Pe) y se logra de dos maneras:
- Colocar varias hojas o paletas (2-3) en diámetros (Dd) descendentes y distribuidas a alturas equidistantes a lo largo de la altura de la columna de fluido (H);
- Colocar varias hojas o paletas (2-3) de igual diámetro (Dd) a alturas equidistantes a lo largo de la altura de la columna de fluido (H).

La primera alternativa minimiza la potencia de mezclado requerida y maximiza la potencia fluida al aprovechar mejor el gradiente de mezcla. La segunda aumenta la potencia de mezclado y la potencia fluida pero también, la potencia requerida y desaprovecha el gradiente de mezcla y difusión.
Utilización de Bafles: son una mejora muy utilizada ya que pueden instalarse fácilmente en los sistemas de agitación, disminuyen (deflectan) la turbulencia ocasionada por las hojas o aspas del impulsor, rompen (disgregan) los cúmulos celulares y micelios que se forman en los respectivos cultivos y mejoran la eficiencia de mezclado. La relación óptima del diámetro del bafle (Db o J) al diámetro de tanque (Dt) es: Db/Dt = 1/10–1/12. El número indicado de bafles es 4 para sistemas moderadamente agitados y 6 para sistemas turbulentos.

## Análisis de fenómenos de transporte

### Sistemas de intercambio térmico
La transferencia de calor es un proceso el que se intercambia energía en forma de calor entre distintos cuerpos o entre diferentes partes de un mismo cuerpo que están a distinta temperatura. El calor se transfiere por una combinación de dos o más de estos tres procesos: convección, conducción o radiación. Uno de los mecanismos térmicos (proceso) suele predominar sobre los otros dos, también es posible que los tres procesos se den simultáneamente. La conducción es el proceso dominante en los intercambiadores de calor de casco y tubos y en el tubo serpentín. Aunque el mecanismo exacto de la conducción no se comprende, se sabe que se debe al movimiento (energía cinética) de los electrones libres que se mueven por la red cristalina del sólido y transportan energía cuando existe una diferencia (gradiente) de temperatura.
Ley de Fourier: J = KδT/δx Donde J = densidad de corriente de energía (J/m²s); K = conductividad térmica (constante característica del material).
La velocidad de conducción de calor (J) a través de un cuerpo sólido (medida por unidad de sección transversal) es proporcional directamente al negativo del gradiente de temperatura que existe en dicho cuerpo.
Tabla de Conductividades Térmicas y Propiedades de Metales
| Metal    | Densidad | Calor específico | Conductividad térmica | α          |
| Aluminio | 2700     | 880              | 209,3                 | 8,81•10-5  |
| Acero    | 7800     | 460              | 45                    | 1,25•10-5  |
| Cobre    | 8900     | 390              | 389,6                 | 11,22•10-5 |
| Latón    | 8500     | 380              | 85,5                  | 2,65•10-5  |
| Plata    | 10500    | 230              | 418,7                 | 17,34•10-5 |
| Plomo    | 11300    | 130              | 34,6                  | 2,35•10-5  |

Las unidades de las magnitudes están expresadas en el Sistema Internacional de Unidades de Medida.

### Cálculo de resistencias térmicas
Para calcular la resistencia térmica es necesario transformar las ecuaciones que modelan los distintos mecanismos de transferencia de calor para que presenten la siguiente forma: (Ta - Tb) / Q-punto = expresión matemática = Rth
La expresión de la resistencia térmica Rth es diferente en cada sistema y depende del mecanismo de transferencia.

#### Resistencia térmica en la conducción
En estos casos se debe distinguir entre las diferentes geometrías que se presentan en cada elemento resistivo; las configuraciones geométricas más usuales: pared plana, pared cilíndrica y pared esférica.
- Cilindro;
- Circuito eléctrico análogo para cilindro;
- Paredes conectadas en serie;
- Circuito eléctrico análogo para paredes compuestas conectadas en serie;
- Paredes compuestas conectadas en paralelo;
- Circuito eléctrico análogo para una pared compuesta conectada en paralelo.

### Intercambiadores de calor
Un intercambiador de calor es un dispositivo diseñado para transferir calor por un mecanismo mixto de convección entre la película de un líquido procesado (medio cultivo) y la pared de un sólido metálico, seguido de la conducción del calor transferido al área transversal del sólido metálico (tubo o placa) y nuevamente la transmisión de calor por convección desde la pared del sólido metálico a otro fluido procesado (agua).
Como se observa en las figuras existen diversas formas de diseñar un intercambiador de calor.
Arriba: un serpentín es un tubo metálico que se encarga del intercambio térmico; el líquido refrigerante recoge (absorbe) o transmite el calor.
Abajo: una camisa o chaqueta es un dispositivo cerrado de intercambio térmico; en tanto que, un regenerador de calor es un dispositivo abierto.
En todos los casos el mecanismo mixto de intercambio térmico es la convección que conduce el calor entre sólidos metálicos estáticos y superficies fluidas móviles.
Intercambiadores de Tubos:
- Doble tubo: es el tipo más sencillo de intercambiador de calor; está formado por dos tubos metálicos concéntricos (paralelos) de diámetros diferentes; el fluido que se debe calentar o enfriar entra y fluye por el tubo de menor diámetro; el fluido térmico que ejecuta la acción, fluye por el espacio anular entre los dos tubos; este espacio es el área de transferencia de calor.

Como se observa en la figura existen dos configuraciones para la dirección del flujo fluido:
a) Flujo paralelo: los dos fluidos entran por el mismo extremo y fluyen en el mismo sentido.
b) Contraflujo: los fluidos entran por los extremos opuestos y también fluyen en sentidos opuestos.
En un intercambiador de calor en flujo paralelo la temperatura de salida del fluido frío nunca puede ser superior a la temperatura de salida del fluido caliente.
En un intercambiador de calor en contraflujo la temperatura de salida del fluido frío puede ser superior a la temperatura de salida del fluido caliente.
El caso límite ocurre cuando la temperatura de salida del fluido frío es igual a la temperatura de entrada del fluido caliente. La temperatura de salida del fluido frío nunca puede ser superior a la temperatura de entrada del fluido caliente.
- Compactos: son intercambiadores de calor multitubulares y están diseñados para alcanzar una gran área superficial de transferencia de calor por unidad de volumen. La razón entre el área superficial de transferencia de calor y su volumen se denomina densidad de área (b). Un intercambiador con b > 700 m2/m3 se clasifica como compacto.

Como se observa en la figura en los intercambiadores de calor compactos los dos fluidos fluyen en direcciones ortogonales entre sí (90°) esta configuración de flujo recibe el nombre de flujo cruzado y se clasifica en función del mezclado:
a) Flujo cruzado mezclado: uno de los fluidos fluye libremente en dirección ortogonal al otro sin restricciones;
b) Flujo cruzado no mezclado: se disponen las placas para guiar el flujo de uno de los fluidos en dirección ortogonal al otro sin que se mezclen.
- Casco y Tubos: es el tipo más común de intercambiador para aplicaciones industriales; están formados por gran cantidad de tubos metálicos contenidos dentro en un casco o carcasa metálica. Los tubos se disponen con sus ejes paralelos al eje del casco; la transferencia de calor tiene lugar, a medida que el fluido que se desea calentar o enfriar, se mueve (fluye) por el interior de los tubos metálicos; mientras que, el fluido térmico se fluye por fuera de estos, dentro del área de transferencia encerrada por el casco.

Como se observa en la figura los intercambiadores de casco y tubos se clasifican según:
a) Número de pasos por el casco;
b) Número de pasos por los tubos.